# Halve marathon van Udine

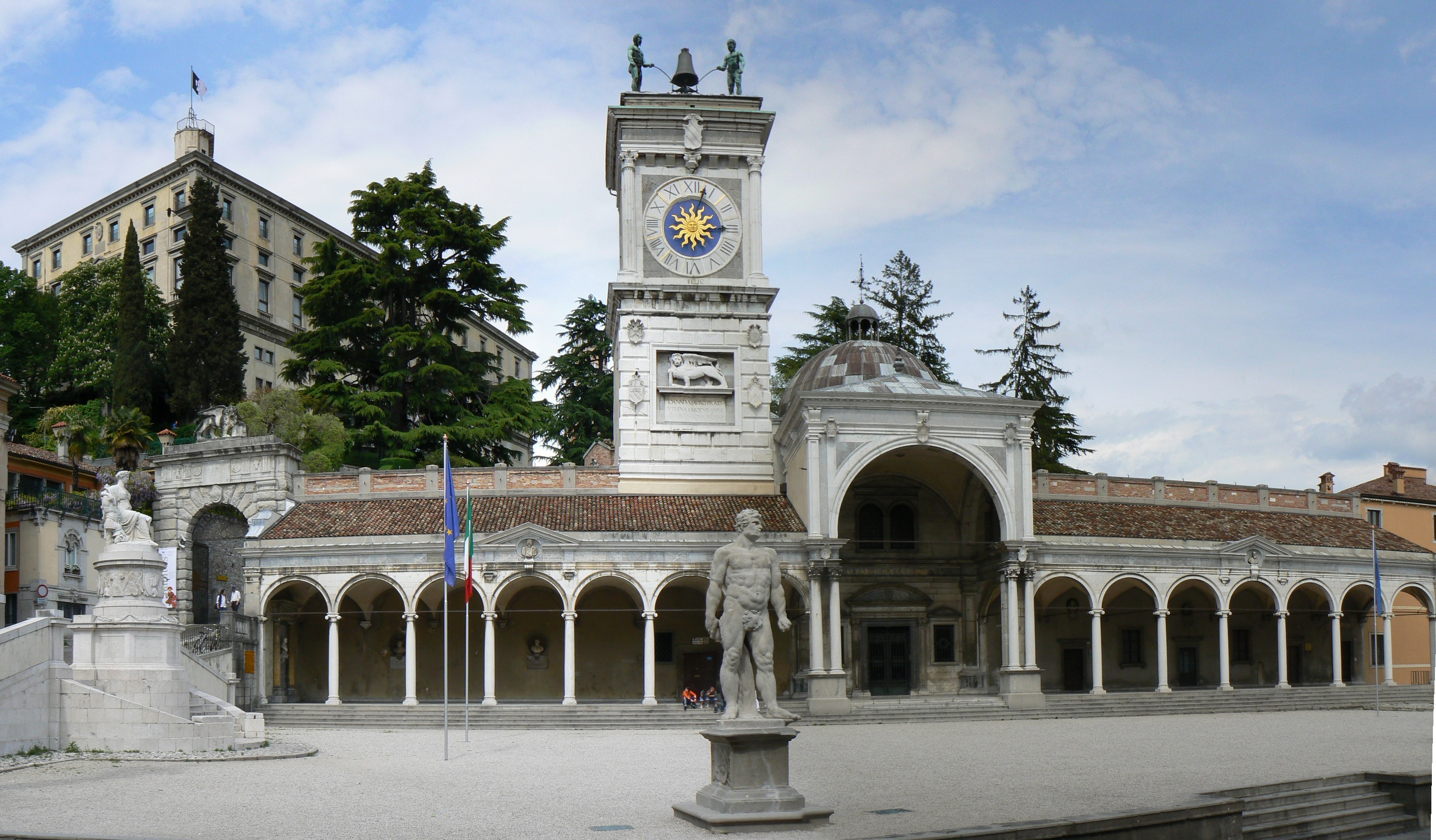
Het start- en eindpunt van de Halve marathon van Udine

De halve marathon van Udine is een hardloopwedstrijd over een afstand van een halve marathon (21,1 km), die jaarlijks in de Noord-Italiaanse stad Udine wordt gelopen.
De wedstrijd wordt georganiseerd door de Associazione Maratonina Udinese en werd voor het eerst in 2000 gehouden. Het combineerde een grootschalige amateurwedstrijd met deelname van internationale elite deelnemers. In aanvulling op de belangrijkste halve marathon wordt er een aantal andere evenementen gehouden tijdens het wedstrijdweekend, zoals handbikes, kinderwagens, een niet-competitieve 7 kilometer en nordic walking.
Het evenement behoort samen met de Rome - Ostia halve marathon en de halve marathon van Milaan tot de snelste en belangrijkste halve marathons van Italië.
Alle winnaars op een na bij de mannen zijn afkomstig uit Kenia en bij de vrouwen meer dan de helft. Bekende atleten die deelnamen aan de halve marathon van Udine zijn onder andere de olympische medaillewinnaars Feyisa Lilesa en Mare Dibaba.

## Parcoursrecords
- Mannen: 59.06 - Geoffrey Mutai  Kenia (2013)
- Vrouwen: 1:07.23 - Margaret Okayo  Kenia (2003)

## Overwinningen
| Editie | Jaar | Man                       | Nationaliteit | Tijd    | Vrouwen           | Nationaliteit | Tijd    |
| ------ | ---- | ------------------------- | ------------- | ------- | ----------------- | ------------- | ------- |
| 1      | 2000 | Japhet Kosgei             | KEN           | 1:00.22 | Margaret Okayo    | KEN           | 1:09.03 |
| 2      | 2001 | Japhet Kosgei             | KEN           | 1:01.23 | Margaret Okayo    | KEN           | 1:08.51 |
| 3      | 2002 | Patrick Ivuti             | KEN           | 59.45   | Anne Jelagat      | KEN           | 1:08.58 |
| 4      | 2003 | James Kwambai             | KEN           | 1:00.38 | Margaret Okayo    | KEN           | 1:07.23 |
| 5      | 2004 | James Kwambai             | KEN           | 1:00.22 | Hellen Cherono    | KEN           | 1:10.07 |
| 6      | 2005 | Robert Kipkorir Kipchumba | KEN           | 1:01.13 | Pamela Chepchumba | KEN           | 1:09.09 |
| 7      | 2006 | Evans Cheruiyot           | KEN           | 1:00.18 | Anikó Kálovics    | HUN           | 1:10.33 |
| 8      | 2007 | Solomon Rotich            | KEN           | 1:02.48 | Nadia Ejjafini    | ITA           | 1:11.32 |
| 9      | 2008 | Benson Barus              | KEN           | 59.41   | Anikó Kálovics    | HUN           | 1:10.08 |
| 10     | 2009 | Benson Barus              | KEN           | 1:01.28 | Pasalia Kipkoech  | KEN           | 1:11.11 |
| 11     | 2010 | William Chebon Chebor     | KEN           | 1:00.49 | Anikó Kálovics    | HUN           | 1:11.34 |
| 12     | 2011 | Stephen Kosgei Kibet      | KEN           | 1:00.20 | Pauline Njeri     | KEN           | 1:10.42 |
| 13     | 2012 | Robert Chemosin           | KEN           | 1:00.23 | Georgina Rono     | KEN           | 1:07.58 |
| 14     | 2013 | Geoffrey Mutai            | KEN           | 59.06   | Goretti Chepkoech | KEN           | 1:10.06 |
| 15     | 2014 | Ruggero Pertile           | ITA           | 1:04.48 | Laila Soufyane    | ITA           | 1:13.20 |
| 16     | 2015 | Solomon Kirwa Yego        | KEN           | 1:00.04 | Violah Jepchumba  | KEN           | 1:09.29 |
| 17     | 2016 | Joash Koech Kipruto       | KEN           | 1:02.04 | Pauline Eyapan    | KEN           | 1:12.52 |